# Distrito de Jérémie
El distrito de Jérémie (en francés arrondissement de Jérémie; y en criollo haitiano: awondisman Jeremi) es una división administrativa haitiana, que está situada en el departamento de Grand'Anse.

## División territorial
Está formado por el reagrupamiento de seis comunas:
- Bonbon
- Chambellan
- Jérémie
- Los Albaricoques
- Marfranc
- Moron